# Hússzínű ujjaskosbor
A hússzínű ujjaskosbor (Dactylorhiza incarnata) a kosborfélék családjába tartozó, Eurázsiában honos, nedves talajú réteken élő, Magyarországon védett növényfaj.

## Megjelenése
A hússzínű ujjaskosbor 20-60 cm magas, lágyszárú, évelő növény. Ikergumói a talajban találhatók. Szára vastag, belül üreges. 5-7 szárlevele (keskeny-) lándzsás alakú, maximum 10-15 cm hosszúak, 1,3-2,5 cm szélesek. A virágzat murvalevelei zöld színűek, néha bíboros futtatással, szálas-lándzsásak.  
Május-júniusban virágzik. Virágzata nyúlánk, hengeres, tömött fürt, amelyet 15-40, hófehértől a húsvörösig terjedő színű virág alkot. A mézajak 4,5-8 mm hosszú, 6-9 mm széles, széle durván csipkézett, nem vagy csak alig háromkaréjú; közepén szabálytalan, ibolyás vagy sötétrózsaszín, vonalas-pöttyös mintázat látható. Sarkantyúja enyhén lefelé görbül; hossza 6-9 mm, vastagsága 2-3 mm.  
Termése 12-16 mm hosszú, 4,5-5,5 mm vastag toktermés, benne átlagosan 6700 (2270-27000) apró maggal.

## Alfajai
Termetében, levélszámában, virágának színében nagy változatosságot mutat és számos alfaját elkülönítik. Magyarországon is ismert a kisebb termetű, később virágzó D. i. serotina és a foltos levelű D. i. haematodes.
- Dactylorhiza incarnata subsp. africana (Klinge) P.D. Sell 1967[1]
- Dactylorhiza incarnata subsp. baumgartneriana B.Baumann & al. 2003[1]
- Dactylorhiza incarnata subsp. cilicica (Klinge) H. Sund. 1975[1]
- Dactylorhiza incarnata subsp. coccinea (Pugsley) Soó 1962[2][1]
- Dactylorhiza incarnata subsp. cruenta (O.F.Müll.) P.D.Sell 1967[3][1]
- Dactylorhiza incarnata subsp. elata (Poir.) H. Sund. 1975[1]
- Dactylorhiza incarnata subsp. foliosa (Rchb. f.) H. Sund. 1975[1]
- Dactylorhiza incarnata subsp. gemmana (Pugsley) P.D.Sell 1967[3][1]
- Dactylorhiza incarnata subsp. haematodes (Rchb.) Soó 1962[1]
- Dactylorhiza incarnata subsp. incarnata – virágai többé-kevésbé hússzínűek
- Dactylorhiza incarnata subsp. lobelii (Verm.) H.A.Pedersen 2001[3][1]
- Dactylorhiza incarnata subsp. ochroleuca (Wüstnei ex Boll) P.F.Hunt & Summerh. 1965[3][1] – virágai sárga vagy sárgásfehér színűek
- Dactylorhiza incarnata subsp. praetermissa (Druce) H. Sund. 1980[1]
- Dactylorhiza incarnata subsp. pulchella (Druce) Soó 1962[3][1]
- Dactylorhiza incarnata subsp. punctata R. Doll 1978[1]
- Dactylorhiza incarnata subsp. pyrenaica Balayer 1986[1]
- Dactylorhiza incarnata subsp. serotina (Hausskn.) Soó & D.M.Moore 1978[1]
- Dactylorhiza incarnata subsp. sphagnicola (Höppner) H. Sund. 1980[1]
- Dactylorhiza incarnata subsp. turcestanica (Klinge) H. Sund. 1980[1]

## Elterjedése
Eurázsiai elterjedésű faj, elterjedésének déli határa Spanyolországon, Dél-Olaszországon, Észak-Görög és -Törökországon át húzódik; keleten Szibériában és Közép-Ázsiában is megtalálható. Európában 2200 méteres magasságig fordul elő. Magyarországon inkább síkvidéki (állományainak 70%-a), kisebb mértékben dombvidéki (24%) faj. Az országban a Nagy-Alföld kivételével mindenütt előfordul. 

## Életmódja
Lápréteken, mocsárréteken, sásos-zsombákos társulásokban, magaskórósokban, néha láperdők szélén található meg. Víz- és fényigényes, legfeljebb a részleges árnyékot tűri. A talaj kémhatására nem érzékeny, élőhelyein a talaj pH-ját 5,5-8,3 közöttinek (átlagosan 7,4) mérték.  
A csírázás után hajtásai először 2-3 év után jelennek meg a felszínen. Virágzásra a csírázást követően 6-18 év elteltével kerül sor. Élettartama 20-25 év.   
Egész élettartama alatt mikotróf, gyökereiben a gombafonalakhoz kapcsolódó sejtek aránya eléri a 60%-ot. Gombapartnerei a Rhizoctonia nemzetséghez vagy a Ceratobasidiaceae, Tulasnellaceae, Sebacinaceae családhoz tartoznak.  
Hajtásai áprilisban bukkannak elő. Május elejétől június végéig virágzik, középnapja május 30. Nektárt nem termelő virágait lepkék, méhek, bogarak porozzák be. A megtermékenyülés hatékonysága 68-83% közötti. A termések augusztus végére érnek be. Vegetatív szaporodása ritka, általában a gumó sérülése utáni regenerációhoz köthető. Nemzetségének számos tagjával alkot hibrideket, nálunk leggyakrabban a széleslevelű ujjaskosborral és az erdei ujjaskosborral hibridizálódik.

## Természetvédelmi helyzete
A hússzínű ujjaskosbor nagy területen elterjedt és helyenként gyakori faj, bár egyes populációi egyedszáma lecsökkent. A Természetvédelmi Világszövetség Vörös listáján "nem fenyegetett" státusszal szerepel. Leginkább élőhelyének változása, erdősülése, a növényzet zárulása fenyegeti. A műtrágyázás is káros számára, feltehetően a gombaszimbionta elnyomása miatt. Magyarországon eddig összesen 436, 1990 óta 370 állományát mérték fel, visszaszorulása 15%-os. Teljes egyedszámát százezres nagyságrendőre becslik. 1982 óta védett, természetvédelmi értéke 10 000 Ft.

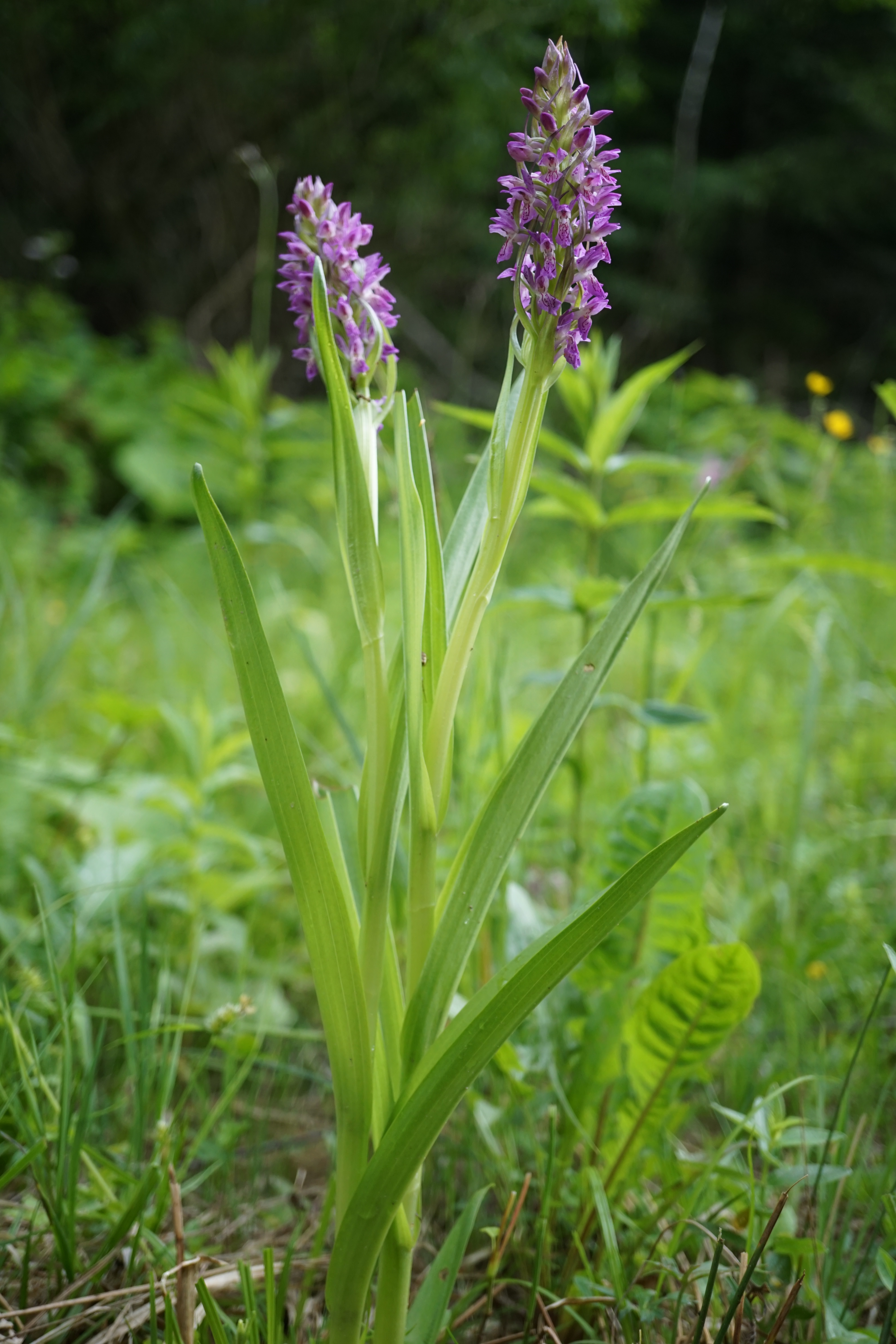
Habitusa
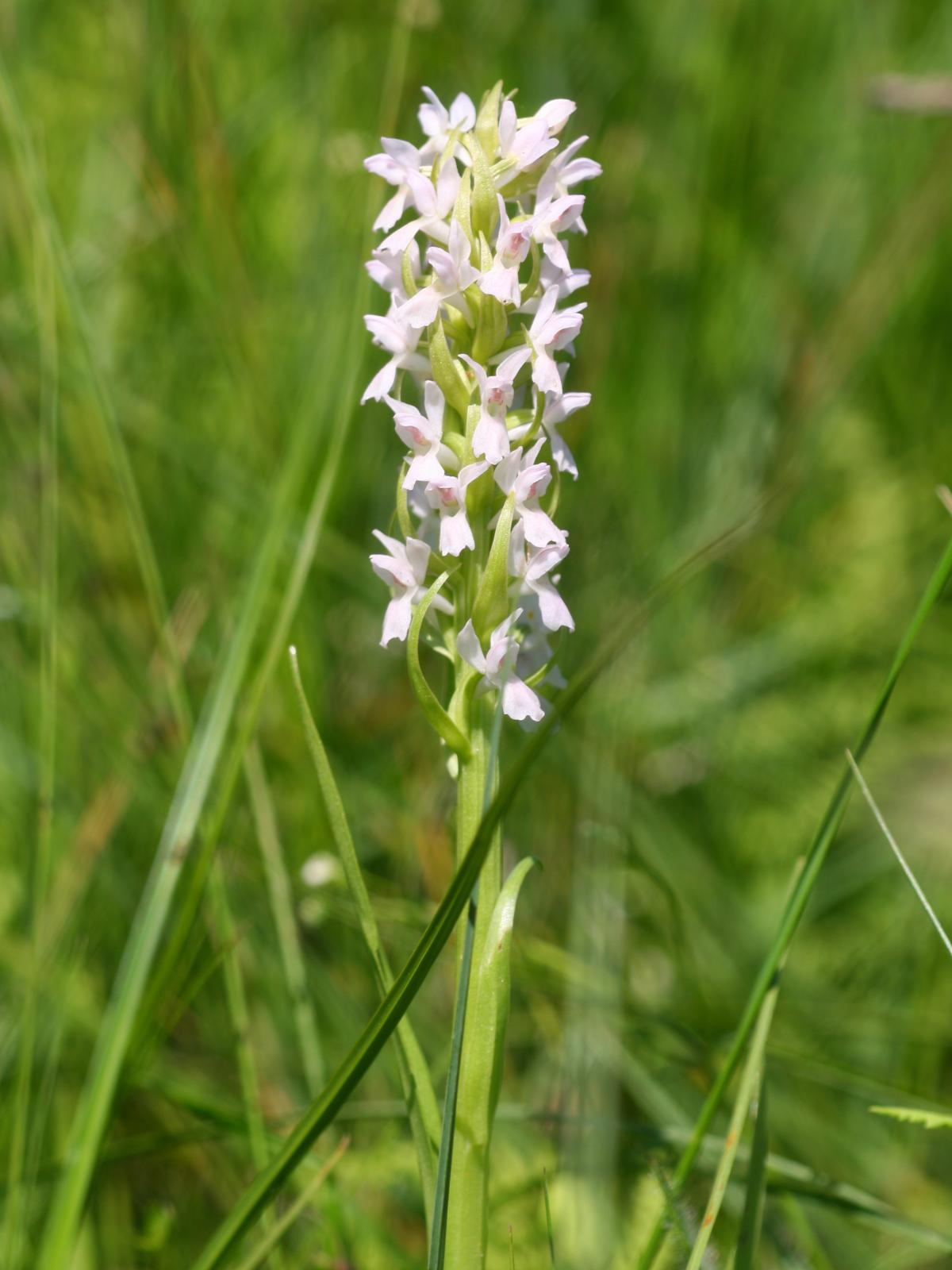
Fehér változata
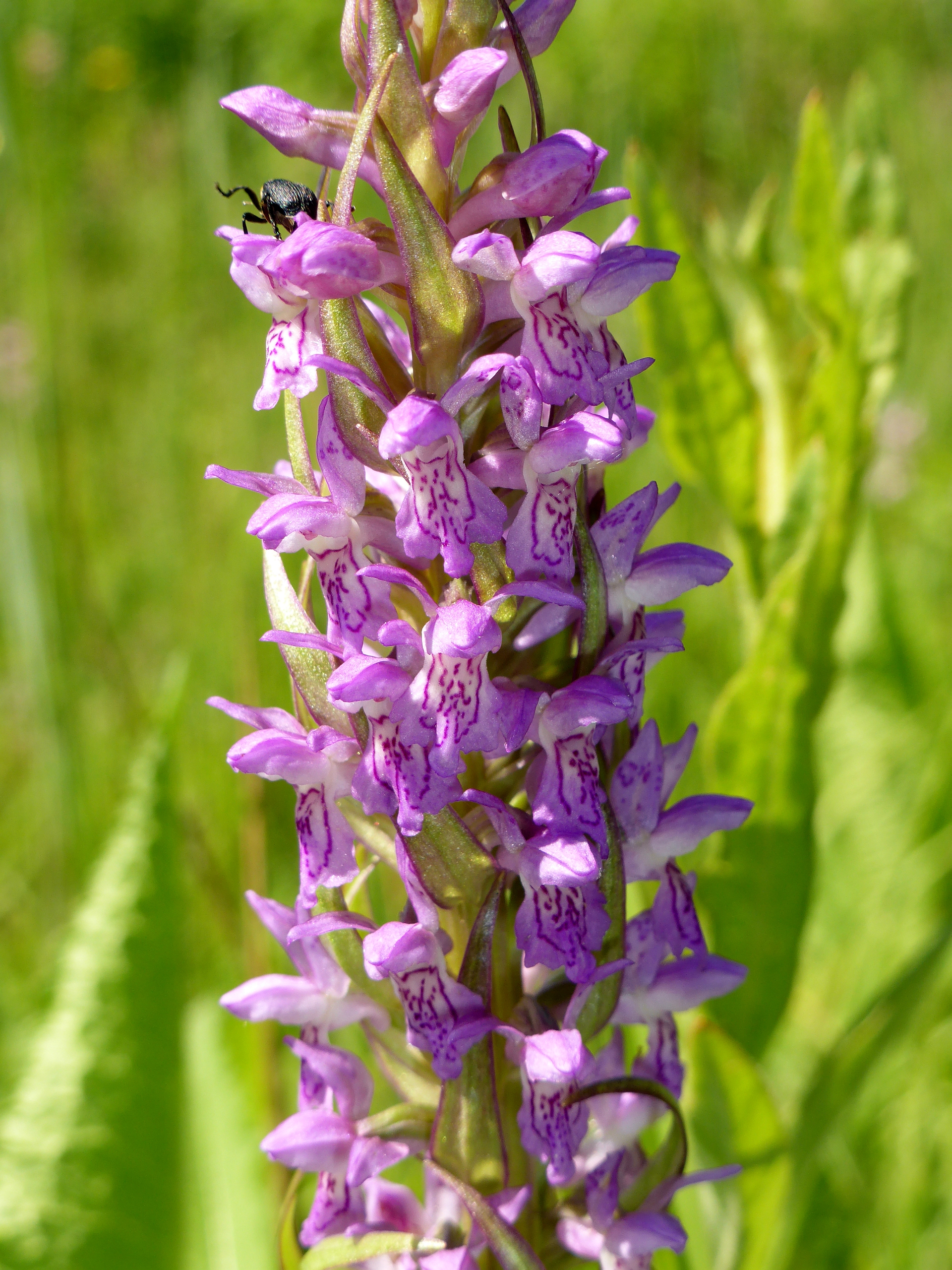
Virága
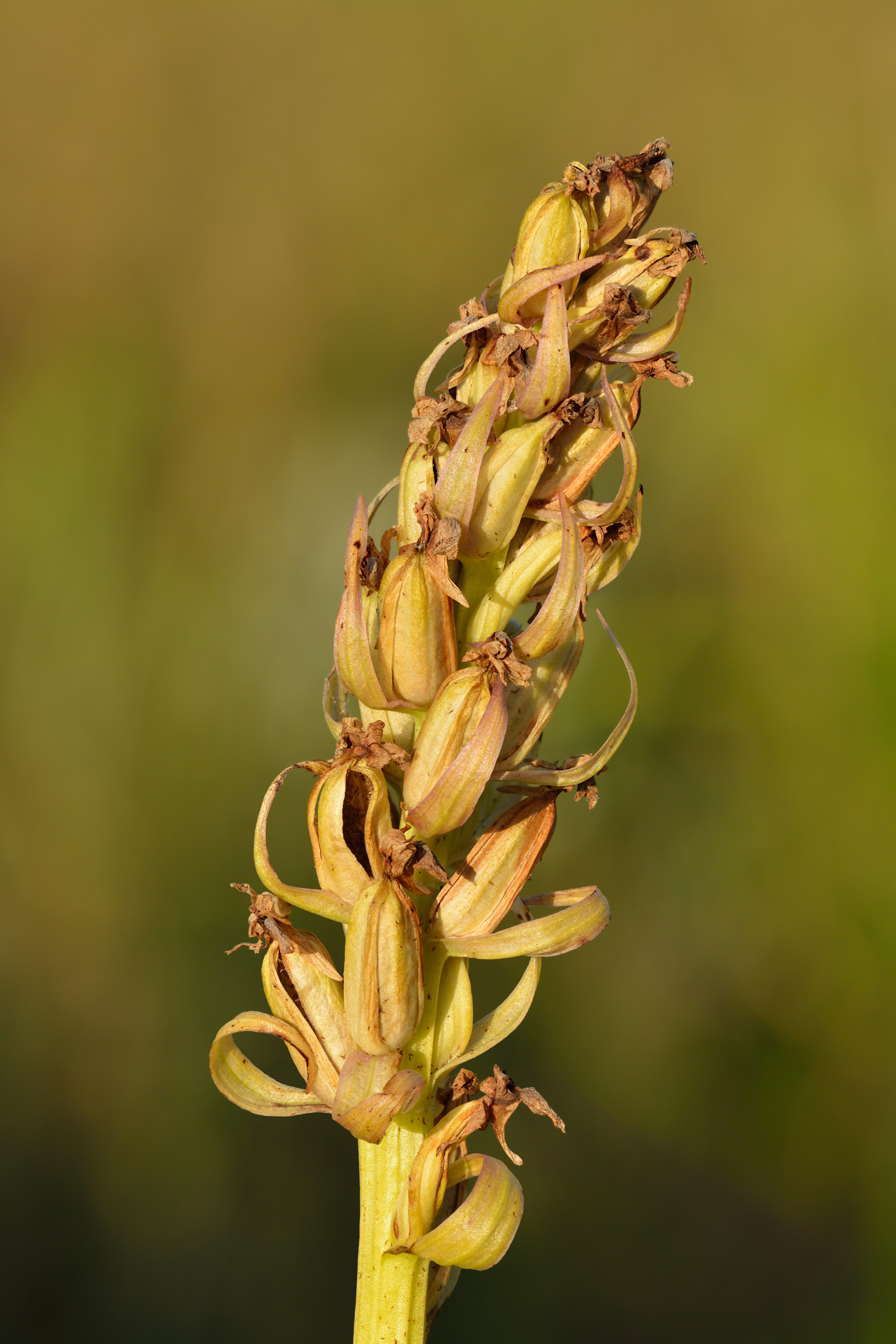
Termése
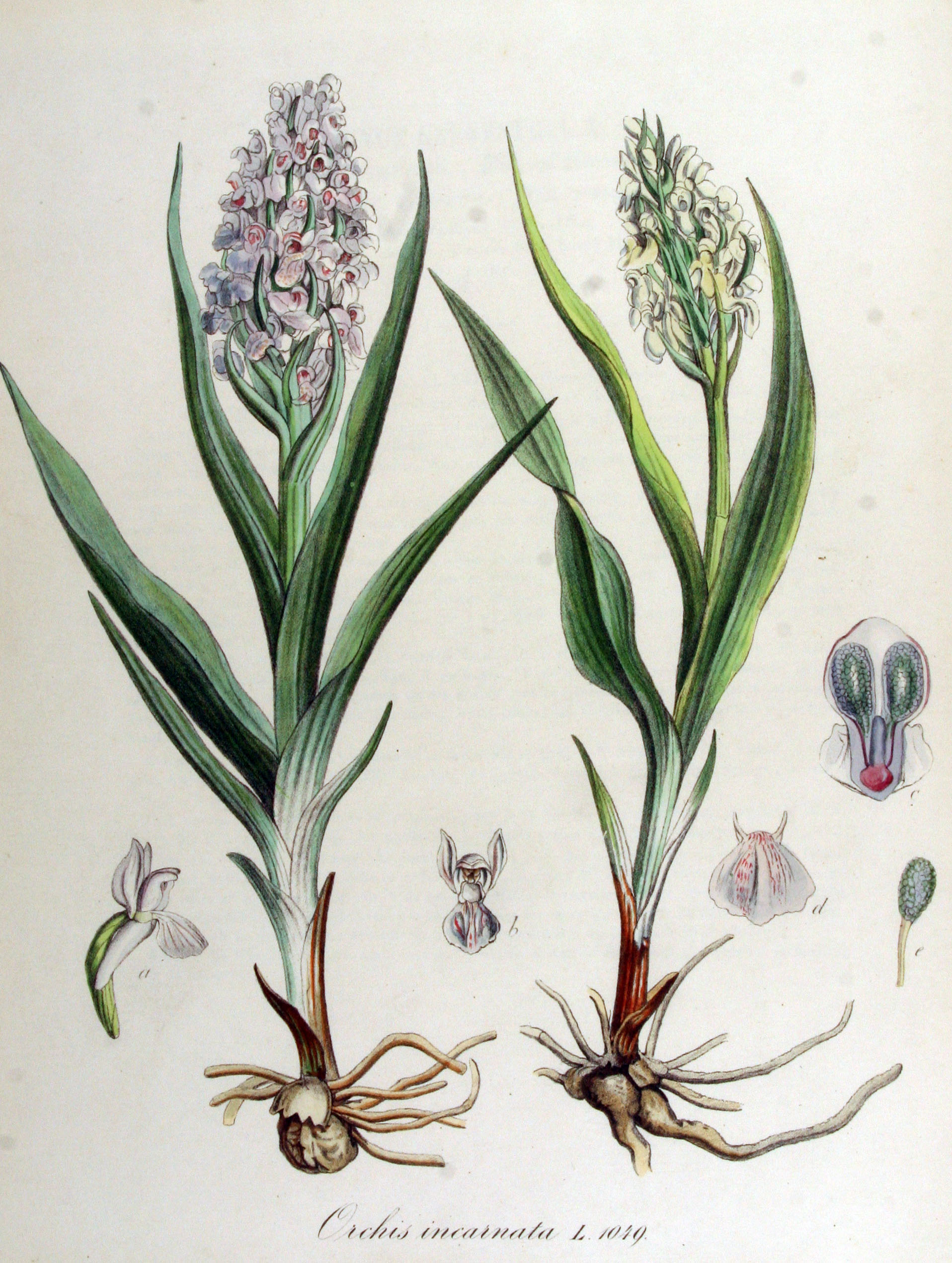
Ábrázolása egy holland botanikakönyvben (1872)